# Broadway (línea Crosstown)
Broadway es una estación en la línea Crosstown del metro de la ciudad de Nueva York. Uno de los azulejos de la plataforma de Uptown tiene incorrectamente escrita el nombre de la estación como "Brodaway". El mezanine tiene una intersección en el extremo sur ya que el extremo norte fue cerrada. Actualmente se encuentran oficinas, almacenajes y una escalera grande a otro mezanine que está arriba plataformas de una estación de la Calle Cuarta Sur que estaba planeada para la expansión del sistema. En la estación también se encuentran varias cámaras de ventilación.

## Conexiones de autobuses
- B46
- B60